# مارتا کوستیوک
مارتا کوستیوک (اوکراینی: Марта Олегівна Костюк؛ زادهٔ ۲۸ ژوئن ۲۰۰۲) تنیس‌باز اهل اوکراین است.